# Christophe Lambert
Christophe Lambert (23 febbraio 1987) è un ex calciatore svizzero.

## Carriera

### Club
Lambert ha iniziato la sua carriera nel Lucerna in Challenge League, con cui ha conquistato la promozione in Super League nel 2006 e disputato due finali di Coppa Svizzera (nel 2005 e nel 2007).
Nel giugno 2011 si è trasferito al Bellinzona.

### Nazionale
Lambert ha collezionato 7 presenze con la Nazionale svizzera Under-21, con cui ha esordito il 24 marzo 2007 contro la Turchia (2-1 per i turchi).